# Halle Open 2001 - Qualificazioni singolare
Le qualificazioni del singolare dell'Halle Open 2001 sono state un torneo di tennis preliminare per accedere alla fase finale della manifestazione. I vincitori dell'ultimo turno sono entrati di diritto nel tabellone principale. In caso di ritiro di uno o più giocatori aventi diritto a questi sono subentrati i lucky loser, ossia i giocatori che hanno perso nell'ultimo turno ma che avevano una classifica più alta rispetto agli altri partecipanti che avevano comunque perso nel turno finale.
Le qualificazioni del torneo Halle Open 2001 prevedevano 32 partecipanti di cui 4 sono entrati nel tabellone principale.

## Teste di serie
1. Dick Norman (primo turno)
2. Cyril Saulnier (Qualificato)
3. Ivo Heuberger (primo turno)
4. Daniel Nestor (Qualificato)

1. Wayne Black (Qualificato)
2. Julian Knowle (secondo turno)
3. Marc-Kevin Goellner (ultimo turno)
4. Fredrik Jonsson (primo turno)

## Qualificati
1. Wayne Black
2. Cyril Saulnier

1. Tuomas Ketola
2. Daniel Nestor

## Tabellone

### Legenda
| - Q = Qualificato - WC = Wild card - LL = Lucky loser | - ALT = Alternate - SE = Special Exempt - PR = Protected Ranking | - w/o = Walkover - r = Ritirato - d = Squalificato |

### Sezione 1
|  | Primo turno     | Primo turno          | Primo turno          | Primo turno | Primo turno |  |  | Secondo turno        | Secondo turno        | Secondo turno        | Secondo turno | Secondo turno |   |   | Ultimo turno | Ultimo turno | Ultimo turno | Ultimo turno | Ultimo turno |  |
|  |                 |                      |                      |             |             |  |  |                      |                      |                      |               |               |   |   |              |              |              |              |              |  |
|  |                 | Oscar Burrieza-Lopez | Oscar Burrieza-Lopez | 6           | 6           |  |  |                      |                      |                      |               |               |   |   |              |              |              |              |              |  |
|  | 1               | Dick Norman          | Dick Norman          | 2           | 4           |  |  | Oscar Burrieza-Lopez | Oscar Burrieza-Lopez | Oscar Burrieza-Lopez | 3             | 4             |   |   |              |              |              |              |              |  |
|  | Mark Knowles    | Mark Knowles         | 5                    | 6           | 6           |  |  | Mark Knowles         | Mark Knowles         | Mark Knowles         | 6             | 6             |   |   |              |              |              |              |              |  |
|  | Denis Golovanov | Denis Golovanov      | 7                    | 4           | 1           |  |  |                      |                      |                      |               |               |   |   |              | Mark Knowles | Mark Knowles | 2            | 3            |  |
|  | Franz Stauder   | Franz Stauder        | Franz Stauder        | 7           | 6           |  |  |                      |                      | 5                    | Wayne Black   | Wayne Black   | 6 | 6 |              |              |              |              |              |  |
|  | Todd Perry      | Todd Perry           | Todd Perry           | 64          | 4           |  |  |                      | Franz Stauder        | Franz Stauder        | 3             | 3             |   |   |              |              |              |              |              |  |
|  | 5               | Wayne Black          | Wayne Black          | 7           | 7           |  |  | 5                    | Wayne Black          | Wayne Black          | 6             | 6             |   |   |              |              |              |              |              |  |
|  |                 | Dejan Petrović       | Dejan Petrović       | 5           | 6(0)        |  |  |                      |                      |                      |               |               |   |   |              |              |              |              |              |  |

### Sezione 2
|  | Primo turno     | Primo turno      | Primo turno      | Primo turno | Primo turno |  |  | Secondo turno | Secondo turno   | Secondo turno   | Secondo turno   | Secondo turno   |   |   | Ultimo turno | Ultimo turno   | Ultimo turno   | Ultimo turno | Ultimo turno |  |
|  |                 |                  |                  |             |             |  |  |               |                 |                 |                 |                 |   |   |              |                |                |              |              |  |
|  | 2               | Cyril Saulnier   | Cyril Saulnier   | 6           | 6           |  |  |               |                 |                 |                 |                 |   |   |              |                |                |              |              |  |
|  |                 | Simon Stadler    | Simon Stadler    | 3           | 4           |  |  | 2             | Cyril Saulnier  | Cyril Saulnier  | 6               | 6               |   |   |              |                |                |              |              |  |
|  | Paul Baccanello | Paul Baccanello  | Paul Baccanello  | 6           | 6           |  |  |               | Paul Baccanello | Paul Baccanello | 4               | 2               |   |   |              |                |                |              |              |  |
|  | Sebastian Linda | Sebastian Linda  | Sebastian Linda  | 4           | 3           |  |  |               |                 |                 |                 |                 |   |   | 2            | Cyril Saulnier | Cyril Saulnier | 6            | 6            |  |
|  | John van Lottum | John van Lottum  | John van Lottum  | 6           | 7           |  |  |               |                 |                 | John van Lottum | John van Lottum | 4 | 2 |              |                |                |              |              |  |
|  | Arne Kreitz     | Arne Kreitz      | Arne Kreitz      | 4           | 63          |  |  |               | John van Lottum | 3               | 6               | 6               |   |   |              |                |                |              |              |  |
|  | 6               | Julian Knowle    | Julian Knowle    | 7           | 7           |  |  | 6             | Julian Knowle   | 6               | 3               | 4               |   |   |              |                |                |              |              |  |
|  |                 | Marcus Sarstrand | Marcus Sarstrand | 5           | 5           |  |  |               |                 |                 |                 |                 |   |   |              |                |                |              |              |  |

### Sezione 3
|  | Primo turno     | Primo turno           | Primo turno     | Primo turno | Primo turno |  |  | Secondo turno   | Secondo turno       | Secondo turno       | Secondo turno       | Secondo turno |   |   | Ultimo turno | Ultimo turno  | Ultimo turno | Ultimo turno | Ultimo turno |  |
|  |                 |                       |                 |             |             |  |  |                 |                     |                     |                     |               |   |   |              |               |              |              |              |  |
|  |                 | Tuomas Ketola         | Tuomas Ketola   | 7           | 6           |  |  |                 |                     |                     |                     |               |   |   |              |               |              |              |              |  |
|  | 3               | Ivo Heuberger         | Ivo Heuberger   | 64          | 2           |  |  | Tuomas Ketola   | Tuomas Ketola       | 4                   | 6                   | 7             |   |   |              |               |              |              |              |  |
|  | Jan Boruszewski | Jan Boruszewski       | Jan Boruszewski | 4           | 7           |  |  | Jan Boruszewski | Jan Boruszewski     | 6                   | 4                   | 65            |   |   |              |               |              |              |              |  |
|  | Amir Hadad      | Amir Hadad            | Amir Hadad      | 6           | 6(1)r       |  |  |                 |                     |                     |                     |               |   |   |              | Tuomas Ketola | 3            | 7            | 6            |  |
|  | Mark Merklein   | Mark Merklein         | 2               | 7           | 7           |  |  |                 |                     | 7                   | Marc-Kevin Goellner | 6             | 5 | 4 |              |               |              |              |              |  |
|  | Nenad Zimonjić  | Nenad Zimonjić        | 6               | 5           | 63          |  |  |                 | Mark Merklein       | Mark Merklein       | 4                   | 64            |   |   |              |               |              |              |              |  |
|  | 7               | Marc-Kevin Goellner   | 6               | 65          | 6           |  |  | 7               | Marc-Kevin Goellner | Marc-Kevin Goellner | 6                   | 7             |   |   |              |               |              |              |              |  |
|  |                 | Aleksander Djuranovic | 2               | 7           | 2           |  |  |                 |                     |                     |                     |               |   |   |              |               |              |              |              |  |

### Sezione 4
|  | Primo turno         | Primo turno            | Primo turno            | Primo turno | Primo turno |  |  | Secondo turno   | Secondo turno   | Secondo turno   | Secondo turno   | Secondo turno   |   |   | Ultimo turno | Ultimo turno  | Ultimo turno  | Ultimo turno | Ultimo turno |  |
|  |                     |                        |                        |             |             |  |  |                 |                 |                 |                 |                 |   |   |              |               |               |              |              |  |
|  | 4                   | Daniel Nestor          | Daniel Nestor          | 7           | 7           |  |  |                 |                 |                 |                 |                 |   |   |              |               |               |              |              |  |
|  |                     | Jean-François Bachelot | Jean-François Bachelot | 5           | 64          |  |  | 4               | Daniel Nestor   | Daniel Nestor   | 6               | 7               |   |   |              |               |               |              |              |  |
|  | Kevin Ullyett       | Kevin Ullyett          | Kevin Ullyett          | 6           | 6           |  |  |                 | Kevin Ullyett   | Kevin Ullyett   | 3               | 5               |   |   |              |               |               |              |              |  |
|  | Michael Kohlmann    | Michael Kohlmann       | Michael Kohlmann       | 4           | 4           |  |  |                 |                 |                 |                 |                 |   |   | 4            | Daniel Nestor | Daniel Nestor | 7            | 6            |  |
|  | Yves Allegro        | Yves Allegro           | Yves Allegro           | 7           | 6           |  |  |                 |                 |                 | Alexander Waske | Alexander Waske | 5 | 2 |              |               |               |              |              |  |
|  | Alexander Schweizer | Alexander Schweizer    | Alexander Schweizer    | 5           | 3           |  |  | Yves Allegro    | Yves Allegro    | Yves Allegro    | 4               | 5               |   |   |              |               |               |              |              |  |
|  |                     | Alexander Waske        | Alexander Waske        | 7           | 6           |  |  | Alexander Waske | Alexander Waske | Alexander Waske | 6               | 7               |   |   |              |               |               |              |              |  |
|  | 8                   | Fredrik Jonsson        | Fredrik Jonsson        | 65          | 2           |  |  |                 |                 |                 |                 |                 |   |   |              |               |               |              |              |  |